# Casa de Eslésvico-Holsácia-Sonderburgo-Augustemburgo

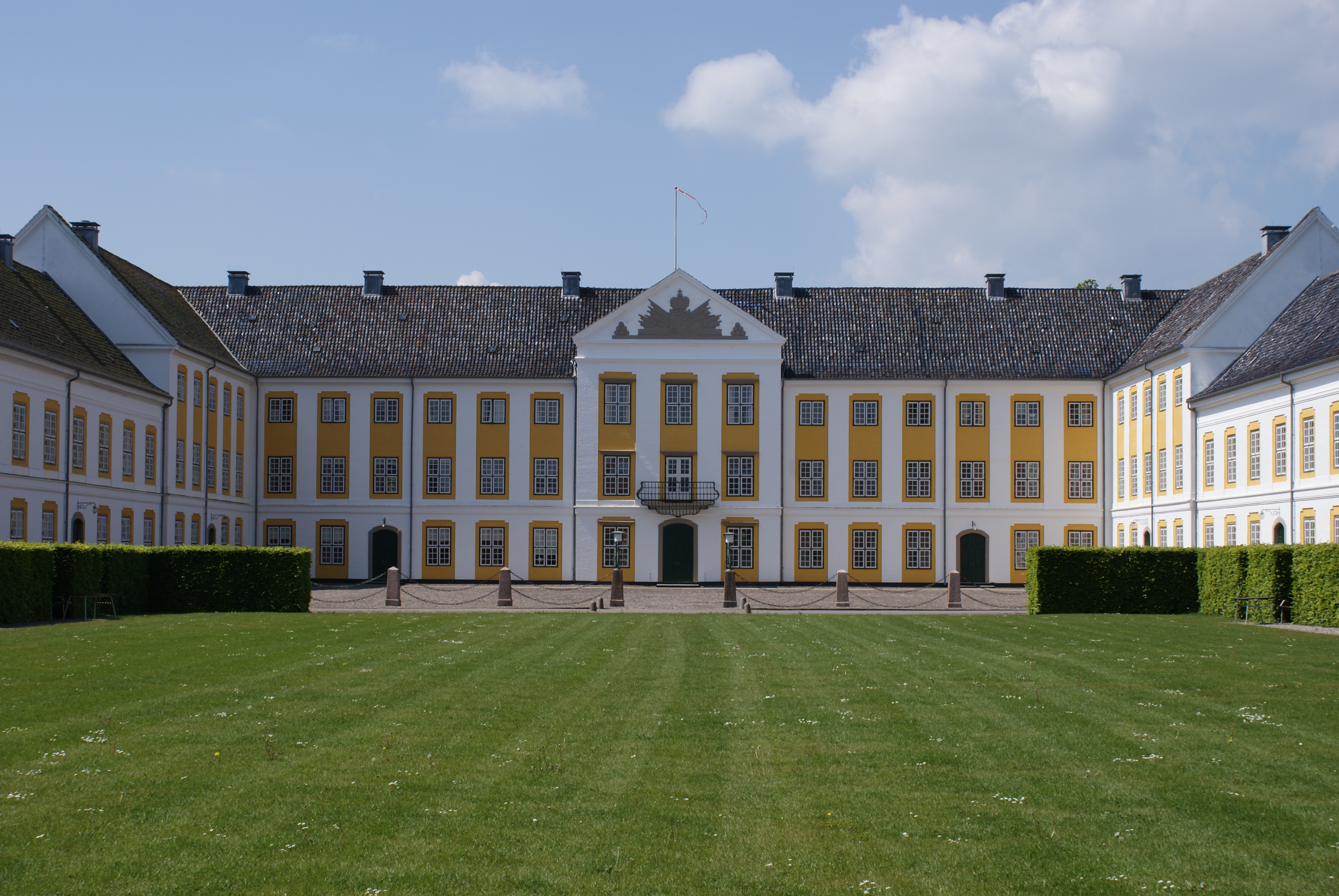
Castelo de Augustemburgo, a sede ancestral do ramo da família de mesmo nome

A Casa de Eslésvico-Holsácia-Sonderburgo-Augustemburgo (Schleswig-Holstein-Sonderburg-Augustenburg), criada em 1647 foi um ramo da Casa de Oldemburgo, importante família nobre do Norte da Alemanha e da Dinamarca e uma das mais influentes Casas Reais Europeias. A casa de Augustemburgo foi fundada a partir dos descendentes do Duque João III, O Moço, filho de Cristiano III da Dinamarca, quando Ernesto Guntário de Eslésvico-Holsácia-Sonderburgo recebe o Ducado de Augustemburgo, e detém propriedade sobre o Castelo de Sonderburgo e o Palácio de Augustemburgo.

## História
O ramo se originou de Ernest Günther, um membro da casa ducal de Schleswig-Holstein (seu ramo de Sønderborg) e um cadete da casa real da Dinamarca. Ele era o terceiro filho de Alexandre, 2º duque de Sonderborg (1573–1627) e, portanto, neto de João, o Jovem (1545–1622), o primeiro duque, que era filho do rei Cristiano III da Dinamarca.
Ernest Günther mandou construir um castelo nos anos após 1651, que recebeu o nome de Augustenborg em homenagem à sua esposa, Auguste. Ela também pertencia a um ramo dos duques de Schleswig-Holstein como filha de Philip (1584-1663), duque de Glücksburg. Quando esse castelo se tornou a sede principal de sua linhagem, a família acabou usando o nome de Augustenborg como seu nome de filial. Como eram agnados da casa ducal, o título de duque pertencia a cada um deles (como é o costume germânico).
Os duques de Augustenborg não eram governantes soberanos - eles mantinham suas terras sob o feudo de seus parentes dinasticamente mais antigos, os duques soberanos de Schleswig e Holstein - que eram os reis de Oldenburg da Dinamarca.
Mais tarde, um rei dinamarquês fez o chefe dessa linha especificamente duque de Augustenborg. No final do século XVIII, desde 1764, o ramo de Schleswig-Holsten-Sønderborg-Augustenborg era genealogicamente o próximo ramo sênior imediatamente após a linha principal dos reis dinamarqueses. O rei Frederico VI da Dinamarca (ou melhor, seu principal conselheiro Andreas Peter Bernstorff), fez com que sua única irmã, Louise Auguste, da Dinamarca, se casasse com o então príncipe hereditário Cristiano de Augustenborg.
Em 1764, o castelo Sønderborg, a sede do antigo ramo de Schleswig-Holstein, passou a extinção de seus proprietários nas mãos do Duque de Augustenborg, mas contra as expectativas não se tornou uma residência (eles permaneceram em Augustenborg). Em vez disso, foi alugado como armazém. O penúltimo duque de Augustenborg, também chamado Ernst Günther, permitiu que o museu do condado de Sønderborg se mudasse para uma parte do castelo em 1920. No ano seguinte, o estado dinamarquês comprou o castelo do duque.
Em 1810, um descendente mais jovem da família, o príncipe Cristiano Augusto, foi escolhido como príncipe herdeiro da Suécia e adotado pelo rei Carlos XIII da Suécia. Uma dinastia Augustenborg em um trono real, entretanto, não aconteceria, já que o príncipe Cristiano Augusto morreu alguns meses após sua chegada à Suécia.
No início do século XIX, a linhagem real dinamarquesa começou a se extinguir. O duque de Augustenborg foi o próximo herdeiro de linha masculina para a casa real, embora não descendesse de linha masculina de Frederico III da Dinamarca e da Noruega. Isso fez do duque um jogador na complicada questão Schleswig-Holstein, bem como um candidato na sucessão dinamarquesa. Frederik August de Augustenborg tentou se autoproclamar o duque Frederico VIII de Schleswig-Holstein reinante em 1864, após a extinção final do ramo sênior dos reis dinamarqueses. Sua filha, Augusta Victoria de Schleswig-Holstein, tornou-se a imperatriz alemã como consorte de Guilherme II.
A linha ducal morreu em 1931. Em novembro de 1920, seu penúltimo chefe adotou o príncipe Johann Georg de Schleswig-Holstein-Sonderburg-Glücksburg e sua irmã, a princesa Marie Luise, filhos do príncipe Albrecht de Schleswig-Holstein-Sonderburg-Glücksburg. Após a extinção de Augustenborg em 1931, a antiguidade caiu para a linha dos duques de Glücksburg, chefes da segunda linha dE Holstein, conhecido em alemão como Schleswig-Holstein-Sonderburg-Glücksburg e em dinamarquês como Slesvig-Holsten-Sønderborg-Lyksborg.

## Duques do Eslésvico-Holsácia-Sonderburgo-Augustemburgo
- 1647 - 1689: Ernesto Guntário, Duque do Eslésvico-Holsácia-Sonderburgo-Augustemburgo
- 1689 - 1692: Frederico, Duque do Eslésvico-Holsácia-Sonderburgo-Augustemburgo
- 1692 - 1731: Ernesto Augusto, Duque do Eslésvico-Holsácia-Sonderburgo-Augustemburgo
- 1731 - 1754: Cristiano Augusto, Duque do Eslésvico-Holsácia-Sonderburgo-Augustemburgo
- 1754 - 1794: Frederico Cristiano I, Duque do Eslésvico-Holsácia-Sonderburgo-Augustemburgo
- 1794 - 1814: Frederico Cristiano II, Duque do Eslésvico-Holsácia-Sonderburgo-Augustemburgo
- 1814 - 1869: Cristiano Augusto, Duque do Eslésvico-Holsácia-Sonderburgo-Augustemburgo

## Duques do Eslésvico-Holsácia (pretendentes)
- 1863 - 1880: Frederico Augusto, duque do Eslésvico-Holsácia-Sonderburgo-Augustemburgo, Duque Frederico VIII de Schleswig-Holstein
- 1880 - 1921: Ernesto Gunther de Schleswig-Holstein
- 1921 - 1931: Alberto de Eslésvico-Holsácia-Sonderburgo-Augustemburgo.
- 1931 - 1941: Johann Georg Wilhelm Viktor Heinrich Konstantin Günther Friedrich Christian, Príncipe do Eslésvico-Holsácia-Sonderburgo-Glucksburgo, adoptado como Príncipe do Eslésvico-Holsácia-Sonderburgo-Augustemburgo, morto em combate na Segunda Guerra Mundial na Operação Barbarossa, na República Socialista Federativa Soviética da Rússia, União das Repúblicas Socialistas Soviéticas

Com a extinção da casa de Oldemburgo em 1863, a casa de Augustenburg reclamou o titulo de Duques do Schleswig-Holstein. A petição deste titulo obteve reconhecimento da Prússia, pois a casa de Augustenburg desejava a posse do Schleswig-Holstein para uni-lo à Confederação Germânica, e não à Dinamarca.